# بطولة العالم للراليات الصحراوية الطويلة 2023
بطولة العالم للراليات الصحراوية الطويلة 2023 أو رالي رايد (بالإنجليزية: 2023 2023 World Rally-Raid Championship )‏ هي النسخة الثانية من بطولة العالم للراليات الصحراوية الطويلة وهي بطولة في رياضة المحركات الآلية على المسارات الوعرة، وتعتبر الفئة الثانية من سباقات الرالي التي ينظمها الاتحاد الدولي للسيارات مشاركة مع الاتحاد الدولي للدراجات النارية. يتضمن هذا الموسم خمسة أحداث لمسابقات الرالي الصحراوية. بدءا من رالي داكار 2023 في يناير 2023.

## جدول السباقات
| الجولة | بداية الرالي        | الرالي               | النوع   | المسار                                  |
| ------ | ------------------- | -------------------- | ------- | --------------------------------------- |
| 1      | 31 ديسمبر –15 يناير | رالي داكار           | ماراثون | ينبع - الدمام                           |
| 2      | 25 فبراير –2 مارس   | رالي أبوظبي الصحراوي | رالي    | الظنة - أبو ظبي                         |
| 3      | 22–28 أبريل         | رالي سونورا          | رالي    | ارموسييو سونورا - سان لويس ريو كولورادو |
| 4      | 26 أغسطس –1 سبتمبر  | رالي ديسافيو روتا 40 | رالي    | لا ريوخا - سالتا                        |
| 5      | 12–18 أكتوبر        | رالي المغرب الصحراوي | رالي    | أكادير - مرزوكة                         |

## البطولة
- المشارك الذي ينافس في فئات تي1 أو تي2 أو تي3 أو تي4 موْهل لبطولة العالم.[7]

### قائمة المشاركين
| الفرق والسائقين فئة سيارات تي 1 | الفرق والسائقين فئة سيارات تي 1 | الفرق والسائقين فئة سيارات تي 1 | الفرق والسائقين فئة سيارات تي 1 | الفرق والسائقين فئة سيارات تي 1 | الفرق والسائقين فئة سيارات تي 1 |
| المصنع                          | المركبة                         | الفريق                          | السائق                          | السائق المساعد                  | الجولة                          |
| ------------------------------- | ------------------------------- | ------------------------------- | ------------------------------- | ------------------------------- | ------------------------------- |
| أودي                            | RS Q E-Tron E2                  | أودي سبورت                      | ماتياس إكستروم                  | إميل بيرجكفيست                  | 1                               |
| أودي                            | RS Q E-Tron E2                  | أودي سبورت                      | ستيفان بيترهانسل                | إدوارد بولانجر                  | 1                               |
| أودي                            | RS Q E-Tron E2                  | أودي سبورت                      | كارلوس ساينز                    | لوكاس كروز                      | 1                               |
| بايك                            | BJ40                            | بايك ORV                        | تشانغ غويو                      | جان بيير جارسين                 | 1                               |
| بايك                            | BJ40                            | بايك ORV                        | تشانغ غويو                      | أوريول مينا                     | 2–3                             |
| بايك                            | BJ40                            | بايك ORV                        | زي يون ليانغ                    | شا هي                           | 1–3                             |
| سنشري                           | CR6-T                           | فريق سنشري رايسينج              | ماثيو سيرادوري                  | لويك مينودييه                   | 1                               |
| فورد                            | فورد رابتور                     | أورلين بينزينا                  | مارتن بروكوب                    | فيكتور شيتكا                    | 1–2                             |
| ميني                            | جون كوبر بلس                    | إكس رايد                        | سيباستيان هالبيرن               | برناردو جراو                    | 1–3                             |
| ميني                            | جون كوبر بجي                    | إكس رايد                        | دينيس كروتوف                    | كونستانتين زيلتسوف              | 1–3                             |
| برودرايف                        | هنتر                            | جي سي موتور سبورت               | غيرلان شيشري                    | اليكس وينوك                     | 1–3                             |
| برودرايف                        | هنتر                            | البحرين رايد إكستريم            | سيباستيان لوب                   | فابيان لوركوين                  | 1–3                             |
| برودرايف                        | هنتر                            | البحرين رايد إكستريم            | أورلاندو تيرانوفا               | أليكس هارو                      | 1                               |
| إس إم جي                        | HW2021                          | هانوي موتورسبورت                | تيان بو                         | دو دوانيي                       | 1–2                             |
| إس إم جي                        | HW2021                          | هانوي موتورسبورت                | هان ويي                         | ما لي                           | 1–2                             |
| تويوتا                          | هايلوكس اوفردرايف               | اوفردرايف ريسينغ                | يزيد الراجحي                    | ديرك فون زيتزويتز               | 1                               |
| تويوتا                          | هايلوكس اوفردرايف               | اوفردرايف ريسينغ                | يزيد الراجحي                    | تيمو غوتشالك                    | 2–3                             |
| تويوتا                          | هايلوكس اوفردرايف               | اوفردرايف ريسينغ                | إريك فان لون                    | سيباستيان ديلوناي               | 1                               |
| تويوتا                          | هايلوكس اوفردرايف               | اوفردرايف ريسينغ                | خوان كروز ياكوبيني              | دانيال اوليفيراس                | 1–3                             |
| تويوتا                          | هايلوكس GR DKR                  | تويوتا جازو لسباقات الرالي      | ناصر العطية                     | ماتيو بوميل                     | 1–3                             |
| تويوتا                          | هايلوكس                         | برو اكس كار رالي                | ماجدالينا زاجاك                 | ياسيك كزاشور                    | 1–2                             |

## وصلات خارجية
لم يتم العثور على روابط لمواقع التواصل الاجتماعي.